# الحارس الشخصي (فلم 1992)
الحارس الشخصي (بالإنجليزية: The Bodyguard) هو فيلم إثارة رومانسي أمريكي من إنتاج عام 1992 من إخراج ميك جاكسون، وتأليف لورانس كازدان وبطولة كيفن كوستنر وويتني هيوستن. يؤدي كوستنر دور وكيل سابق في جهاز الخدمة السرية الأمريكي والذي يتحول للعمل كحارس شخصي والذي يتم التعاقد معه لحماية الشخصية التي تؤديها هيوستن، وهي نجمة موسيقية من متعقب غير معروف الهوية. قام كازدان بكتابة الفيلم في منتصف السبعينات لكل من رايان أونيل وديانا روس.
الفيلم هو أول ظهور لويتني هيوستن وهي تمثل وكان الفيلم ثاني أعلى الأفلام ربحاً عالمياً في عام 1992 بإيرادات وصلت ل 411 مليون دولار في جميع أنحاء العالم، على الرغم من المراجعات المختلطة إلى السلبية التي عبّر عنها النقاد. أصبحت الموسيقى المصورة الخاصة بالفيلم الموسيقى المصورة الأكثر مبيعاً على الإطلاق، مع أكثر من 45 مليون نسخة بيعت في جميع أنحاء العالم.
تقع أحداث الفيلم ضمنياً في لوس أنجلوس في أواخر عام 1994 أو أوائل 1995، وتبلغ الأحداث ذروتها في حفل توزيع جوائز الأوسكار السابع والستون والذي كان عند صدور الفيلم عام 1992 في المستقبل.

## روابط خارجية
- مقالات تستعمل روابط فنية بلا صلة مع ويكي بيانات
- الحارس الشخصي على موقع أول موفي.